# Scotoecus albigula
Scotoecus albigula é uma espécie de morcego da família Vespertilionidae.
Pode ser encontrada nos seguintes países: Angola, Maláui, Moçambique, Quênia, Somália, Uganda, e Zâmbia.
Os seus habitats naturais são: savanas áridas.